# فهرست کویرهای ایران
فهرست کویرهای ایران از کویرها، دق‌ها و نمکزارهای ایران گردآوری شده‌است.
دَق یا دغ در اصطلاح فارسی به زمین‌هایی گفته می‌شود که علف و گیاه در آن نروید و زمینی سخت و کوبیده شده داشته باشد که کنده نشود.
| نام                      | استان             | مختصات                                                        | منبع |
| ------------------------ | ----------------- | ------------------------------------------------------------- | ---- |
| دق چاه‌دراز               | خراسان جنوبی      | ۳۳°۱۸′۴۶″ شمالی ۵۵°۵۰′۵۰″ شرقی / ۳۳٫۳۱۲۷۸°شمالی ۵۵٫۸۴۷۲۲°شرقی |      |
| دق چاه ربیع              | خراسان جنوبی      | ۳۳°۱۷′۴۹″ شمالی ۵۵°۵۵′۰۳″ شرقی / ۳۳٫۲۹۶۹۴°شمالی ۵۵٫۹۱۷۵۰°شرقی |      |
| دق صنم                   | خراسان جنوبی      | ۳۳°۱۹′۴۹″ شمالی ۵۵°۵۳′۵۸″ شرقی / ۳۳٫۳۳۰۲۸°شمالی ۵۵٫۸۹۹۴۴°شرقی |      |
| دق چاه گنبد              | اصفهان            | ۳۳°۰۸′۰۸″ شمالی ۵۴°۰۱′۲۹″ شرقی / ۳۳٫۱۳۵۵۶°شمالی ۵۴٫۰۲۴۷۲°شرقی |      |
| دق مشجری                 | اصفهان            | ۳۳°۲۴′۴۲″ شمالی ۵۴°۰۵′۳۵″ شرقی / ۳۳٫۴۱۱۶۷°شمالی ۵۴٫۰۹۳۰۶°شرقی |      |
| کویر ته‌میدان             | کرمان             | ۳۱°۲۷′۴۷″ شمالی ۵۷°۲۹′۳۹″ شرقی / ۳۱٫۴۶۳۰۶°شمالی ۵۷٫۴۹۴۱۷°شرقی |      |
| دق شکسته چهل‌پایه         | خراسان جنوبی      | ۳۲°۰۸′۴۴″ شمالی ۵۷°۰۰′۴۶″ شرقی / ۳۲٫۱۴۵۵۶°شمالی ۵۷٫۰۱۲۷۸°شرقی |      |
| دق قدیر                  | خراسان جنوبی      | ۳۲°۲۹′۱۴″ شمالی ۵۷°۰۱′۳۹″ شرقی / ۳۲٫۴۸۷۲۲°شمالی ۵۷٫۰۲۷۵۰°شرقی |      |
| دق گیو (اکبرآباد گیو)    | خراسان جنوبی      | ۳۲°۴۳′۲۱″ شمالی ۵۷°۵۵′۲۴″ شرقی / ۳۲٫۷۲۲۵۰°شمالی ۵۷٫۹۲۳۳۳°شرقی |      |
| دق سه‌قلگی                | خراسان جنوبی      | ۳۲°۱۶′۲۵″ شمالی ۵۷°۰۱′۰۰″ شرقی / ۳۲٫۲۷۳۶۱°شمالی ۵۷٫۰۱۶۶۷°شرقی |      |
| دق تخت ریگی              | خراسان جنوبی      | ۳۲°۴۸′۲۱″ شمالی ۵۷°۱۶′۵۹″ شرقی / ۳۲٫۸۰۵۸۳°شمالی ۵۷٫۲۸۳۰۶°شرقی |      |
| دق پارف                  | خراسان جنوبی      | ۳۲°۴۴′۴۱″ شمالی ۵۷°۰۵′۳۷″ شرقی / ۳۲٫۷۴۴۷۲°شمالی ۵۷٫۰۹۳۶۱°شرقی |      |
| دق کنجولا                | خراسان جنوبی      | ۳۲°۴۹′۱۰″ شمالی ۵۷°۱۱′۰۳″ شرقی / ۳۲٫۸۱۹۴۴°شمالی ۵۷٫۱۸۴۱۷°شرقی |      |
| دق شوره فریزی            | خراسان جنوبی      | ۳۲°۴۵′۲۷″ شمالی ۵۷°۰۳′۵۵″ شرقی / ۳۲٫۷۵۷۵۰°شمالی ۵۷٫۰۶۵۲۸°شرقی |      |
| دق چاه تلخ               | خراسان جنوبی      | ۳۲°۵۴′۴۹″ شمالی ۵۷°۱۲′۵۰″ شرقی / ۳۲٫۹۱۳۶۱°شمالی ۵۷٫۲۱۳۸۹°شرقی |      |
| دق پی                    | خراسان جنوبی      | ۳۲°۵۷′۴۱″ شمالی ۵۷°۱۴′۲۹″ شرقی / ۳۲٫۹۶۱۳۹°شمالی ۵۷٫۲۴۱۳۹°شرقی |      |
| دق معمار                 | خراسان جنوبی      | ۳۲°۵۸′۰۹″ شمالی ۵۶°۲۶′۳۶″ شرقی / ۳۲٫۹۶۹۱۷°شمالی ۵۶٫۴۴۳۳۳°شرقی |      |
| دق کال شور               | خراسان جنوبی      | ۳۲°۴۶′۳۹″ شمالی ۵۶°۲۰′۵۵″ شرقی / ۳۲٫۷۷۷۵۰°شمالی ۵۶٫۳۴۸۶۱°شرقی |      |
| دق سنگاب سرخ             | خراسان جنوبی      | ۳۲°۵۰′۴۴″ شمالی ۵۶°۲۱′۱۸″ شرقی / ۳۲٫۸۴۵۵۶°شمالی ۵۶٫۳۵۵۰۰°شرقی |      |
| دق حوض حاج مراد علی      | یزد               | ۳۲°۳۹′۴۵″ شمالی ۵۶°۱۴′۰۵″ شرقی / ۳۲٫۶۶۲۵۰°شمالی ۵۶٫۲۳۴۷۲°شرقی |      |
| دق دور منگی              | یزد               | ۳۲°۴۳′۳۷″ شمالی ۵۶°۰۰′۵۲″ شرقی / ۳۲٫۷۲۶۹۴°شمالی ۵۶٫۰۱۴۴۴°شرقی |      |
| دق گندمی                 | یزد               | ۳۲°۴۳′۳۹″ شمالی ۵۶°۰۱′۳۸″ شرقی / ۳۲٫۷۲۷۵۰°شمالی ۵۶٫۰۲۷۲۲°شرقی |      |
| دق تیغی                  | یزد               | ۳۲°۴۲′۵۰″ شمالی ۵۶°۰۷′۴۸″ شرقی / ۳۲٫۷۱۳۸۹°شمالی ۵۶٫۱۳۰۰۰°شرقی |      |
| دق دریا                  | خراسان جنوبی      | ۳۲°۵۳′۰۵″ شمالی ۵۶°۱۱′۱۲″ شرقی / ۳۲٫۸۸۴۷۲°شمالی ۵۶٫۱۸۶۶۷°شرقی |      |
| دق حوض میرزا             | خراسان جنوبی      | ۳۳°۲۸′۵۹″ شمالی ۵۶°۱۹′۲۳″ شرقی / ۳۳٫۴۸۳۰۶°شمالی ۵۶٫۳۲۳۰۶°شرقی |      |
| کویر برجک                | خراسان جنوبی      | ۳۳°۰۶′۲۷″ شمالی ۵۶°۱۰′۰۰″ شرقی / ۳۳٫۱۰۷۵۰°شمالی ۵۶٫۱۶۶۶۷°شرقی |      |
| دق هونو                  | خراسان رضوی       | ۳۴°۲۳′۳۹″ شمالی ۵۷°۱۷′۰۵″ شرقی / ۳۴٫۳۹۴۱۷°شمالی ۵۷٫۲۸۴۷۲°شرقی |      |
| دق پشته‌بلند              | خراسان رضوی       | ۳۴°۲۳′۴۵″ شمالی ۵۷°۲۲′۵۳″ شرقی / ۳۴٫۳۹۵۸۳°شمالی ۵۷٫۳۸۱۳۹°شرقی |      |
| دق جنگول                 | سمنان             | ۳۵°۳۳′۰۱″ شمالی ۵۶°۱۸′۱۶″ شرقی / ۳۵٫۵۵۰۲۸°شمالی ۵۶٫۳۰۴۴۴°شرقی |      |
| کویر چینگانمکه           | خراسان جنوبی      | ۳۲°۴۸′۳۰″ شمالی ۵۶°۵۹′۰۰″ شرقی / ۳۲٫۸۰۸۳۳°شمالی ۵۶٫۹۸۳۳۳°شرقی |      |
| دق ماشی                  | خراسان جنوبی      | ۳۲°۴۱′۵۶″ شمالی ۵۶°۵۸′۰۳″ شرقی / ۳۲٫۶۹۸۸۹°شمالی ۵۶٫۹۶۷۵۰°شرقی |      |
| دق سرخ                   | خراسان جنوبی      | ۳۲°۳۸′۴۸″ شمالی ۵۶°۵۶′۵۹″ شرقی / ۳۲٫۶۴۶۶۷°شمالی ۵۶٫۹۴۹۷۲°شرقی |      |
| کویر دشت غران            | یزد               | ۳۳°۲۹′۵۸″ شمالی ۵۶°۴۵′۰۱″ شرقی / ۳۳٫۴۹۹۴۴°شمالی ۵۶٫۷۵۰۲۸°شرقی |      |
| کویر نمکزار              | خراسان جنوبی      | ۳۳°۲۵′۱۲″ شمالی ۵۶°۴۹′۱۷″ شرقی / ۳۳٫۴۲۰۰۰°شمالی ۵۶٫۸۲۱۳۹°شرقی |      |
| دق کویری                 | یزد               | ۳۴°۲۲′۲۷″ شمالی ۵۶°۳۸′۲۶″ شرقی / ۳۴٫۳۷۴۱۷°شمالی ۵۶٫۶۴۰۵۶°شرقی |      |
| دق علوخانی               | یزد               | ۳۴°۲۲′۵۵″ شمالی ۵۶°۳۷′۰۶″ شرقی / ۳۴٫۳۸۱۹۴°شمالی ۵۶٫۶۱۸۳۳°شرقی |      |
| دق دراز                  | یزد               | ۳۴°۲۱′۳۱″ شمالی ۵۶°۳۲′۲۳″ شرقی / ۳۴٫۳۵۸۶۱°شمالی ۵۶٫۵۳۹۷۲°شرقی |      |
| دق ترخی                  | یزد               | ۳۴°۲۲′۰۰″ شمالی ۵۶°۳۳′۴۵″ شرقی / ۳۴٫۳۶۶۶۷°شمالی ۵۶٫۵۶۲۵۰°شرقی |      |
| شوره‌زار گلداد            | خراسان رضوی       | ۳۵°۴۷′۴۳″ شمالی ۵۶°۵۴′۳۹″ شرقی / ۳۵٫۷۹۵۲۸°شمالی ۵۶٫۹۱۰۸۳°شرقی |      |
| شوره‌زار بند حوض          | خراسان رضوی       | ۳۵°۴۷′۵۹″ شمالی ۵۶°۵۳′۰۱″ شرقی / ۳۵٫۷۹۹۷۲°شمالی ۵۶٫۸۸۳۶۱°شرقی |      |
| دق خدآفرید               | سمنان             | ۳۵°۳۴′۱۱″ شمالی ۵۶°۵۲′۳۵″ شرقی / ۳۵٫۵۶۹۷۲°شمالی ۵۶٫۸۷۶۳۹°شرقی |      |
| نمکزار بیارجمند          | سمنان             | ۳۵°۵۵′۲۹″ شمالی ۵۵°۴۴′۳۱″ شرقی / ۳۵٫۹۲۴۷۲°شمالی ۵۵٫۷۴۱۹۴°شرقی |      |
| دق کویری                 | یزد               | ۳۳°۰۲′۳۷″ شمالی ۵۷°۴۸′۰۷″ شرقی / ۳۳٫۰۴۳۶۱°شمالی ۵۷٫۸۰۱۹۴°شرقی |      |
| دق کنده‌ای                | یزد               | ۳۲°۴۳′۲۱″ شمالی ۵۷°۵۵′۲۴″ شرقی / ۳۲٫۷۲۲۵۰°شمالی ۵۷٫۹۲۳۳۳°شرقی |      |
| دق شهسوار                | یزد               | ۳۲°۳۵′۰۵″ شمالی ۵۷°۴۰′۱۶″ شرقی / ۳۲٫۵۸۴۷۲°شمالی ۵۷٫۶۷۱۱۱°شرقی |      |
| دق سر گدار               | یزد               | ۳۲°۰۹′۰۱″ شمالی ۵۶°۲۵′۰۸″ شرقی / ۳۲٫۱۵۰۲۸°شمالی ۵۶٫۴۱۸۸۹°شرقی |      |
| دق سنگو سرخ              | یزد               | ۳۲°۰۷′۱۶″ شمالی ۵۶°۲۶′۰۴″ شرقی / ۳۲٫۱۲۱۱۱°شمالی ۵۶٫۴۳۴۴۴°شرقی |      |
| دق گمبه گچی              | یزد               | ۳۲°۲۳′۲۷″ شمالی ۵۶°۰۷′۳۱″ شرقی / ۳۲٫۳۹۰۸۳°شمالی ۵۶٫۱۲۵۲۸°شرقی |      |
| دق اول گلباف             | کرمان             | ۲۹°۴۶′۱۴″ شمالی ۵۷°۴۶′۵۲″ شرقی / ۲۹٫۷۷۰۵۶°شمالی ۵۷٫۷۸۱۱۱°شرقی |      |
| دق دوم گلباف             | کرمان             | ۲۹°۳۵′۲۲″ شمالی ۵۷°۴۹′۳۲″ شرقی / ۲۹٫۵۸۹۴۴°شمالی ۵۷٫۸۲۵۵۶°شرقی |      |
| دق عاشور                 | خراسان رضوی       | ۳۴°۳۲′۲۸″ شمالی ۵۸°۵۸′۴۹″ شرقی / ۳۴٫۵۴۱۱۱°شمالی ۵۸٫۹۸۰۲۸°شرقی |      |
| دق قرونی                 | خراسان رضوی       | ۳۴°۳۳′۲۲″ شمالی ۵۸°۵۷′۳۸″ شرقی / ۳۴٫۵۵۶۱۱°شمالی ۵۸٫۹۶۰۵۶°شرقی |      |
| دق کرقی                  | خراسان رضوی       | ۳۴°۳۵′۱۲″ شمالی ۵۸°۵۶′۱۵″ شرقی / ۳۴٫۵۸۶۶۷°شمالی ۵۸٫۹۳۷۵۰°شرقی |      |
| دق بند خرو               | خراسان جنوبی      | ۳۳°۵۵′۵۴″ شمالی ۵۹°۵۹′۵۳″ شرقی / ۳۳٫۹۳۱۶۷°شمالی ۵۹٫۹۹۸۰۶°شرقی |      |
| دق حاجی عشیر             | خراسان جنوبی      | ۳۳°۵۳′۴۴″ شمالی ۵۹°۵۵′۴۷″ شرقی / ۳۳٫۸۹۵۵۶°شمالی ۵۹٫۹۲۹۷۲°شرقی |      |
| دق اشتر مرده             | خراسان جنوبی      | ۳۳°۵۴′۰۹″ شمالی ۵۹°۵۵′۴۵″ شرقی / ۳۳٫۹۰۲۵۰°شمالی ۵۹٫۹۲۹۱۷°شرقی |      |
| دقکو                     | خراسان جنوبی      | ۳۳°۵۴′۰۷″ شمالی ۵۹°۵۲′۴۵″ شرقی / ۳۳٫۹۰۱۹۴°شمالی ۵۹٫۸۷۹۱۷°شرقی |      |
| شور سامر                 | خراسان جنوبی      | ۳۲°۰۸′۲۹″ شمالی ۵۹°۱۱′۲۳″ شرقی / ۳۲٫۱۴۱۳۹°شمالی ۵۹٫۱۸۹۷۲°شرقی |      |
| دق حوض احمد              | اصفهان            | ۳۳°۳۵′۱۰″ شمالی ۵۴°۴۷′۵۷″ شرقی / ۳۳٫۵۸۶۱۱°شمالی ۵۴٫۷۹۹۱۷°شرقی |      |
| دق چاه ملواری            | یزد               | ۳۲°۲۱′۳۴″ شمالی ۵۷°۵۱′۱۸″ شرقی / ۳۲٫۳۵۹۴۴°شمالی ۵۷٫۸۵۵۰۰°شرقی |      |
| دق بیابون                | یزد               | ۳۲°۱۲′۲۸″ شمالی ۵۷°۴۷′۴۰″ شرقی / ۳۲٫۲۰۷۷۸°شمالی ۵۷٫۷۹۴۴۴°شرقی |      |
| دق علی ساربون            | یزد               | ۳۲°۱۲′۳۲″ شمالی ۵۷°۴۵′۳۹″ شرقی / ۳۲٫۲۰۸۸۹°شمالی ۵۷٫۷۶۰۸۳°شرقی |      |
| دق جنگل نای‌بندان         | یزد               | ۳۲°۰۵′۴۷″ شمالی ۵۷°۳۴′۳۲″ شرقی / ۳۲٫۰۹۶۳۹°شمالی ۵۷٫۵۷۵۵۶°شرقی |      |
| دق حنار                  | یزد               | ۳۲°۱۴′۱۴″ شمالی ۵۷°۴۱′۵۲″ شرقی / ۳۲٫۲۳۷۲۲°شمالی ۵۷٫۶۹۷۷۸°شرقی |      |
| دق رسی                   | یزد               | ۳۲°۲۶′۵۳″ شمالی ۵۷°۴۳′۳۶″ شرقی / ۳۲٫۴۴۸۰۶°شمالی ۵۷٫۷۲۶۶۷°شرقی |      |
| دق حوض بیرجندی           | یزد               | ۳۲°۲۱′۲۸″ شمالی ۵۷°۴۰′۲۵″ شرقی / ۳۲٫۳۵۷۷۸°شمالی ۵۷٫۶۷۳۶۱°شرقی |      |
| دق شوره فیروزی           | یزد               | ۳۲°۲۰′۴۷″ شمالی ۵۷°۴۱′۵۷″ شرقی / ۳۲٫۳۴۶۳۹°شمالی ۵۷٫۶۹۹۱۷°شرقی |      |
| دق دم روباه              | خراسان رضوی       | ۳۳°۵۰′۴۵″ شمالی ۵۷°۴۲′۲۰″ شرقی / ۳۳٫۸۴۵۸۳°شمالی ۵۷٫۷۰۵۵۶°شرقی |      |
| دق چاه شخ                | خراسان رضوی       | ۳۴°۱۰′۴۲″ شمالی ۵۷°۳۴′۵۶″ شرقی / ۳۴٫۱۷۸۳۳°شمالی ۵۷٫۵۸۲۲۲°شرقی |      |
| دق آونج                  | خراسان رضوی       | ۳۴°۰۲′۱۱″ شمالی ۵۷°۳۸′۰۴″ شرقی / ۳۴٫۰۳۶۳۹°شمالی ۵۷٫۶۳۴۴۴°شرقی |      |
| دق معدن                  | یزد               | ۳۲°۳۶′۵۱″ شمالی ۵۸°۰۰′۳۷″ شرقی / ۳۲٫۶۱۴۱۷°شمالی ۵۸٫۰۱۰۲۸°شرقی |      |
| دق زاغ‌پشته               | یزد               | ۳۲°۳۳′۲۳″ شمالی ۵۸°۰۴′۳۶″ شرقی / ۳۲٫۵۵۶۳۹°شمالی ۵۸٫۰۷۶۶۷°شرقی |      |
| دق چاه تلخ               | یزد               | ۳۲°۵۳′۰۲″ شمالی ۵۸°۰۹′۳۹″ شرقی / ۳۲٫۸۸۳۸۹°شمالی ۵۸٫۱۶۰۸۳°شرقی |      |
| دق فالیزی                | یزد               | ۳۲°۴۵′۲۲″ شمالی ۵۸°۰۹′۲۱″ شرقی / ۳۲٫۷۵۶۱۱°شمالی ۵۸٫۱۵۵۸۳°شرقی |      |
| دق سوز                   | یزد               | ۳۲°۴۸′۱۸″ شمالی ۵۸°۰۸′۳۲″ شرقی / ۳۲٫۸۰۵۰۰°شمالی ۵۸٫۱۴۲۲۲°شرقی |      |
| دق عمو خان               | خراسان جنوبی      | ۳۱°۱۴′۵۰″ شمالی ۵۹°۰۷′۴۶″ شرقی / ۳۱٫۲۴۷۲۲°شمالی ۵۹٫۱۲۹۴۴°شرقی |      |
| دق سیمرغ                 | خراسان جنوبی      | ۳۱°۰۳′۴۰″ شمالی ۵۹°۰۹′۲۳″ شرقی / ۳۱٫۰۶۱۱۱°شمالی ۵۹٫۱۵۶۳۹°شرقی |      |
| دق پشت کوه ریگی          | خراسان جنوبی      | ۳۱°۱۳′۰۱″ شمالی ۵۹°۱۰′۴۰″ شرقی / ۳۱٫۲۱۶۹۴°شمالی ۵۹٫۱۷۷۷۸°شرقی |      |
| نمکزار قله‌ریگ            | خراسان جنوبی      | ۳۱°۱۸′۲۶″ شمالی ۵۹°۰۷′۳۷″ شرقی / ۳۱٫۳۰۷۲۲°شمالی ۵۹٫۱۲۶۹۴°شرقی |      |
| دق خداآفریز              | خراسان جنوبی      | ۳۳°۲۱′۲۲″ شمالی ۵۸°۰۷′۳۷″ شرقی / ۳۳٫۳۵۶۱۱°شمالی ۵۸٫۱۲۶۹۴°شرقی |      |
| دق سر محمدعلی            | خراسان جنوبی      | ۳۳°۱۸′۲۱″ شمالی ۵۸°۱۴′۴۰″ شرقی / ۳۳٫۳۰۵۸۳°شمالی ۵۸٫۲۴۴۴۴°شرقی |      |
| دق سیه‌یال                | خراسان جنوبی      | ۳۱°۰۹′۳۷″ شمالی ۵۹°۴۲′۵۰″ شرقی / ۳۱٫۱۶۰۲۸°شمالی ۵۹٫۷۱۳۸۹°شرقی |      |
| کویر سیاه‌کوه             | یزد               | ۳۲°۳۸′۵۰″ شمالی ۵۴°۰۵′۰۹″ شرقی / ۳۲٫۶۴۷۲۲°شمالی ۵۴٫۰۸۵۸۳°شرقی |      |
| کویر الله‌آباد            | یزد               | ۳۲°۴۱′۰۷″ شمالی ۵۵°۳۱′۴۶″ شرقی / ۳۲٫۶۸۵۲۸°شمالی ۵۵٫۵۲۹۴۴°شرقی |      |
| کویر تل حمید             | خراسان جنوبی      | ۳۲°۵۷′۵۷″ شمالی ۵۵°۵۱′۵۴″ شرقی / ۳۲٫۹۶۵۸۳°شمالی ۵۵٫۸۶۵۰۰°شرقی |      |
| شخ بیارجمند              | سمنان             | ۳۵°۴۹′۵۰″ شمالی ۵۵°۳۰′۱۴″ شرقی / ۳۵٫۸۳۰۵۶°شمالی ۵۵٫۵۰۳۸۹°شرقی |      |
| شق ضبری                  | خراسان رضوی       | ۳۵°۴۴′۰۶″ شمالی ۵۶°۵۶′۰۵″ شرقی / ۳۵٫۷۳۵۰۰°شمالی ۵۶٫۹۳۴۷۲°شرقی |      |
| حوضچهٔ نمک‌گیری            | آذربایجان غربی    | ۳۷°۰۴′۰۰″ شمالی ۴۵°۳۷′۰۰″ شرقی / ۳۷٫۰۶۶۶۷°شمالی ۴۵٫۶۱۶۶۷°شرقی |      |
| دق محمدآباد              | خراسان جنوبی      | ۳۳°۲۴′۴۳″ شمالی ۵۸°۳۹′۰۲″ شرقی / ۳۳٫۴۱۱۹۴°شمالی ۵۸٫۶۵۰۵۶°شرقی |      |
| نمکزار سهل‌آباد           | خراسان جنوبی      | ۳۲°۰۳′۰۷″ شمالی ۵۹°۵۵′۵۸″ شرقی / ۳۲٫۰۵۱۹۴°شمالی ۵۹٫۹۳۲۷۸°شرقی |      |
| دق محمدخان               | خراسان جنوبی      | ۳۱°۱۴′۵۹″ شمالی ۵۹°۰۷′۰۶″ شرقی / ۳۱٫۲۴۹۷۲°شمالی ۵۹٫۱۱۸۳۳°شرقی |      |
| کویر نمک                 | خراسان رضوی       | ۳۴°۵۳′۰۷″ شمالی ۵۸°۰۷′۴۵″ شرقی / ۳۴٫۸۸۵۲۸°شمالی ۵۸٫۱۲۹۱۷°شرقی |      |
| دق رنگز                  | خراسان رضوی       | ۳۴°۲۹′۱۰″ شمالی ۵۸°۵۱′۳۶″ شرقی / ۳۴٫۴۸۶۱۱°شمالی ۵۸٫۸۶۰۰۰°شرقی |      |
| دق حاجی اسحاق            | خراسان رضوی       | ۳۴°۳۵′۴۸″ شمالی ۵۸°۵۹′۱۷″ شرقی / ۳۴٫۵۹۶۶۷°شمالی ۵۸٫۹۸۸۰۶°شرقی |      |
| کویر نمکزار              | خراسان رضوی       | ۳۴°۴۰′۳۹″ شمالی ۵۸°۵۸′۵۰″ شرقی / ۳۴٫۶۷۷۵۰°شمالی ۵۸٫۹۸۰۵۶°شرقی |      |
| دشت سینه‌دولی             | یزد               | ۳۴°۰۸′۳۶″ شمالی ۵۷°۰۲′۵۵″ شرقی / ۳۴٫۱۴۳۳۳°شمالی ۵۷٫۰۴۸۶۱°شرقی |      |
| دق محمود                 | خراسان جنوبی      | ۳۳°۵۴′۱۹″ شمالی ۵۶°۱۳′۴۸″ شرقی / ۳۳٫۹۰۵۲۸°شمالی ۵۶٫۲۳۰۰۰°شرقی |      |
| کویر حاج علی‌قلی          | سمنان             | ۳۵°۵۵′۲۶″ شمالی ۵۴°۴۲′۳۳″ شرقی / ۳۵٫۹۲۳۸۹°شمالی ۵۴٫۷۰۹۱۷°شرقی |      |
| کویر کر                  | یزد               | ۳۱°۵۸′۱۶″ شمالی ۵۵°۱۲′۵۰″ شرقی / ۳۱٫۹۷۱۱۱°شمالی ۵۵٫۲۱۳۸۹°شرقی |      |
| کفه نمک                  | یزد               | ۳۰°۲۲′۴۳″ شمالی ۵۴°۱۸′۵۸″ شرقی / ۳۰٫۳۷۸۶۱°شمالی ۵۴٫۳۱۶۱۱°شرقی |      |
| دق شند علیرضاخان         | یزد               | ۳۲°۲۰′۵۶″ شمالی ۵۷°۴۵′۲۹″ شرقی / ۳۲٫۳۴۸۸۹°شمالی ۵۷٫۷۵۸۰۶°شرقی |      |
| کویر چاه گنبد            | یزد               | ۳۲°۴۲′۰۰″ شمالی ۵۸°۰۵′۰۰″ شرقی / ۳۲٫۷۰۰۰۰°شمالی ۵۸٫۰۸۳۳۳°شرقی |      |
| کفه لوئر                 | یزد               | ۳۰°۲۴′۲۴″ شمالی ۵۴°۳۰′۱۹″ شرقی / ۳۰٫۴۰۶۶۷°شمالی ۵۴٫۵۰۵۲۸°شرقی |      |
| دق شیرین‌چشمه             | خراسان رضوی       | ۳۳°۳۲′۲۶″ شمالی ۶۰°۳۵′۴۹″ شرقی / ۳۳٫۵۴۰۵۶°شمالی ۶۰٫۵۹۶۹۴°شرقی |      |
| کفه مور                  | فارس              | ۲۸°۵۲′۰۷″ شمالی ۵۵°۱۸′۴۸″ شرقی / ۲۸٫۸۶۸۶۱°شمالی ۵۵٫۳۱۳۳۳°شرقی |      |
| دق حوض غزال              | کرمان             | ۳۱°۰۰′۴۳″ شمالی ۵۴°۴۳′۱۰″ شرقی / ۳۱٫۰۱۱۹۴°شمالی ۵۴٫۷۱۹۴۴°شرقی |      |
| تیغ زرد                  | خراسان رضوی       | ۳۳°۴۶′۰۳″ شمالی ۶۰°۰۷′۴۴″ شرقی / ۳۳٫۷۶۷۵۰°شمالی ۶۰٫۱۲۸۸۹°شرقی |      |
| دق تل حمید               | خراسان جنوبی      | ۳۳°۰۴′۳۱″ شمالی ۵۵°۴۷′۳۵″ شرقی / ۳۳٫۰۷۵۲۸°شمالی ۵۵٫۷۹۳۰۶°شرقی |      |
| هامون تگور               | سیستان و بلوچستان | ۲۸°۱۶′۳۷″ شمالی ۶۰°۳۷′۴۵″ شرقی / ۲۸٫۲۷۶۹۴°شمالی ۶۰٫۶۲۹۱۷°شرقی |      |
| دق علیرضاخان             | یزد               | ۳۲°۲۳′۳۴″ شمالی ۵۷°۴۵′۳۸″ شرقی / ۳۲٫۳۹۲۷۸°شمالی ۵۷٫۷۶۰۵۶°شرقی |      |
| دق پائین                 | خراسان جنوبی      | ۳۳°۴۱′۳۸″ شمالی ۵۹°۴۴′۴۷″ شرقی / ۳۳٫۶۹۳۸۹°شمالی ۵۹٫۷۴۶۳۹°شرقی |      |
| ساقین                    | یزد               | ۳۰°۱۳′۵۸″ شمالی ۵۴°۱۷′۱۳″ شرقی / ۳۰٫۲۳۲۷۸°شمالی ۵۴٫۲۸۶۹۴°شرقی |      |
| دق پترگان                | خراسان رضوی       | ۳۳°۳۰′۱۰″ شمالی ۶۰°۳۶′۵۹″ شرقی / ۳۳٫۵۰۲۷۸°شمالی ۶۰٫۶۱۶۳۹°شرقی |      |
| دق پوزه‌ریگ               | خراسان رضوی       | ۳۴°۳۰′۱۴″ شمالی ۵۹°۲۹′۴۸″ شرقی / ۳۴٫۵۰۳۸۹°شمالی ۵۹٫۴۹۶۶۷°شرقی |      |
| کویر نمک                 | خراسان رضوی       | ۳۴°۴۰′۱۶″ شمالی ۵۷°۳۸′۴۳″ شرقی / ۳۴٫۶۷۱۱۱°شمالی ۵۷٫۶۴۵۲۸°شرقی |      |
| دق نمک                   | خراسان جنوبی      | ۳۳°۵۳′۴۵″ شمالی ۵۹°۰۸′۳۴″ شرقی / ۳۳٫۸۹۵۸۳°شمالی ۵۹٫۱۴۲۷۸°شرقی |      |
| دق موشی                  | خراسان جنوبی      | ۳۳°۵۱′۲۸″ شمالی ۵۶°۱۱′۱۸″ شرقی / ۳۳٫۸۵۷۷۸°شمالی ۵۶٫۱۸۸۳۳°شرقی |      |
| شوره‌زار قطرویه           | فارس              | ۲۹°۰۳′۳۳″ شمالی ۵۴°۴۹′۲۸″ شرقی / ۲۹٫۰۵۹۱۷°شمالی ۵۴٫۸۲۴۴۴°شرقی |      |
| دق خیرآباد               | خراسان جنوبی      | ۳۳°۵۳′۰۶″ شمالی ۵۶°۱۲′۵۱″ شرقی / ۳۳٫۸۸۵۰۰°شمالی ۵۶٫۲۱۴۱۷°شرقی |      |
| دق کج‌بند                 | خراسان جنوبی      | ۳۳°۱۲′۲۹″ شمالی ۵۸°۲۰′۲۱″ شرقی / ۳۳٫۲۰۸۰۶°شمالی ۵۸٫۳۳۹۱۷°شرقی |      |
| کفه مهدی‌آباد             | یزد               | ۳۱°۱۶′۱۶″ شمالی ۵۴°۵۹′۵۹″ شرقی / ۳۱٫۲۷۱۱۱°شمالی ۵۴٫۹۹۹۷۲°شرقی |      |
| کفه حیدرآباد             | یزد               | ۳۱°۱۲′۲۸″ شمالی ۵۴°۵۹′۴۱″ شرقی / ۳۱٫۲۰۷۷۸°شمالی ۵۴٫۹۹۴۷۲°شرقی |      |
| کفه کپو                  | یزد               | ۳۲°۳۷′۳۵″ شمالی ۵۴°۲۹′۰۰″ شرقی / ۳۲٫۶۲۶۳۹°شمالی ۵۴٫۴۸۳۳۳°شرقی |      |
| گود جگارگ                | اصفهان            | ۳۳°۳۹′۴۷″ شمالی ۵۴°۵۵′۲۳″ شرقی / ۳۳٫۶۶۳۰۶°شمالی ۵۴٫۹۲۳۰۶°شرقی |      |
| دق حاجی اسحاق            | خراسان رضوی       | ۳۴°۲۳′۰۹″ شمالی ۵۹°۲۰′۴۲″ شرقی / ۳۴٫۳۸۵۸۳°شمالی ۵۹٫۳۴۵۰۰°شرقی |      |
| کویر حاجی مقیم           | خراسان جنوبی      | ۳۳°۳۲′۴۸″ شمالی ۵۸°۱۹′۱۵″ شرقی / ۳۳٫۵۴۶۶۷°شمالی ۵۸٫۳۲۰۸۳°شرقی |      |
| دق ماشی                  | خراسان جنوبی      | ۳۲°۴۲′۴۱″ شمالی ۵۷°۰۴′۰۱″ شرقی / ۳۲٫۷۱۱۳۹°شمالی ۵۷٫۰۶۶۹۴°شرقی |      |
| دق بیرک                  | خراسان جنوبی      | ۳۳°۱۹′۱۹″ شمالی ۵۸°۲۱′۰۲″ شرقی / ۳۳٫۳۲۱۹۴°شمالی ۵۸٫۳۵۰۵۶°شرقی |      |
| دق بالا                  | خراسان جنوبی      | ۳۳°۴۲′۵۴″ شمالی ۵۹°۳۹′۱۲″ شرقی / ۳۳٫۷۱۵۰۰°شمالی ۵۹٫۶۵۳۳۳°شرقی |      |
| کویر ساغند               | یزد               | ۳۲°۲۷′۵۵″ شمالی ۵۵°۲۴′۲۲″ شرقی / ۳۲٫۴۶۵۲۸°شمالی ۵۵٫۴۰۶۱۱°شرقی |      |
| کویر ابرکوه              | یزد               | ۳۱°۰۳′۱۸″ شمالی ۵۳°۳۷′۱۵″ شرقی / ۳۱٫۰۵۵۰۰°شمالی ۵۳٫۶۲۰۸۳°شرقی |      |
| دق ده حیدر               | کرمان             | ۳۱°۰۴′۳۶″ شمالی ۵۵°۰۸′۳۶″ شرقی / ۳۱٫۰۷۶۶۷°شمالی ۵۵٫۱۴۳۳۳°شرقی |      |
| دق دغوخواه               | خراسان جنوبی      | ۳۳°۲۴′۵۲″ شمالی ۵۸°۳۲′۱۵″ شرقی / ۳۳٫۴۱۴۴۴°شمالی ۵۸٫۵۳۷۵۰°شرقی |      |
| کفه میرآغل               | فارس              | ۲۷°۵۰′۲۲″ شمالی ۵۴°۱۰′۴۱″ شرقی / ۲۷٫۸۳۹۴۴°شمالی ۵۴٫۱۷۸۰۶°شرقی |      |
| کفه ایزدخواست            | فارس              | ۲۸°۲۰′۱۲″ شمالی ۵۴°۰۳′۲۳″ شرقی / ۲۸٫۳۳۶۶۷°شمالی ۵۴٫۰۵۶۳۹°شرقی |      |
| دق سعدآباد               | خراسان رضوی       | ۳۴°۲۹′۴۰″ شمالی ۵۹°۰۵′۱۹″ شرقی / ۳۴٫۴۹۴۴۴°شمالی ۵۹٫۰۸۸۶۱°شرقی |      |
| دق چرخ او                | خراسان رضوی       | ۳۴°۳۰′۰۲″ شمالی ۵۹°۰۱′۲۲″ شرقی / ۳۴٫۵۰۰۵۶°شمالی ۵۹٫۰۲۲۷۸°شرقی |      |
| دق سعدآباد               | خراسان رضوی       | ۳۴°۳۰′۵۴″ شمالی ۵۹°۰۹′۰۸″ شرقی / ۳۴٫۵۱۵۰۰°شمالی ۵۹٫۱۵۲۲۲°شرقی |      |
| تک فرهاد                 | سیستان و بلوچستان | ۲۸°۱۰′۵۶″ شمالی ۵۹°۱۰′۴۱″ شرقی / ۲۸٫۱۸۲۲۲°شمالی ۵۹٫۱۷۸۰۶°شرقی |      |
| رس سیف‌الدینی             | کرمان             | ۲۸°۱۱′۴۱″ شمالی ۵۹°۰۷′۱۱″ شرقی / ۲۸٫۱۹۴۷۲°شمالی ۵۹٫۱۱۹۷۲°شرقی |      |
| تل آهوگان                | کرمان             | ۲۸°۱۵′۱۵″ شمالی ۵۹°۰۴′۰۹″ شرقی / ۲۸٫۲۵۴۱۷°شمالی ۵۹٫۰۶۹۱۷°شرقی |      |
| رس دوبنده                | سیستان و بلوچستان | ۲۸°۰۶′۵۹″ شمالی ۵۹°۱۴′۳۷″ شرقی / ۲۸٫۱۱۶۳۹°شمالی ۵۹٫۲۴۳۶۱°شرقی |      |
| دق                       | کرمان             | ۳۰°۵۳′۵۶″ شمالی ۵۷°۴۰′۱۵″ شرقی / ۳۰٫۸۹۸۸۹°شمالی ۵۷٫۶۷۰۸۳°شرقی |      |
| دق جنگل نای‌بندان         | خراسان جنوبی      | ۳۱°۵۸′۴۷″ شمالی ۵۷°۳۴′۳۳″ شرقی / ۳۱٫۹۷۹۷۲°شمالی ۵۷٫۵۷۵۸۳°شرقی |      |
| کشکلا                    | خراسان جنوبی      | ۳۲°۱۳′۱۵″ شمالی ۵۸°۰۲′۴۵″ شرقی / ۳۲٫۲۲۰۸۳°شمالی ۵۸٫۰۴۵۸۳°شرقی |      |
| دق حوض عباس              | یزد               | ۳۲°۲۳′۵۱″ شمالی ۵۷°۵۲′۴۲″ شرقی / ۳۲٫۳۹۷۵۰°شمالی ۵۷٫۸۷۸۳۳°شرقی |      |
| تهی                      | خراسان جنوبی      | ۳۲°۰۷′۵۳″ شمالی ۵۷°۴۸′۵۵″ شرقی / ۳۲٫۱۳۱۳۹°شمالی ۵۷٫۸۱۵۲۸°شرقی |      |
| دق جنگل عراقی            | خراسان جنوبی      | ۳۲°۰۰′۱۱″ شمالی ۵۷°۳۴′۳۲″ شرقی / ۳۲٫۰۰۳۰۶°شمالی ۵۷٫۵۷۵۵۶°شرقی |      |
| گیمستان شهر لوت          | خراسان جنوبی      | ۳۱°۳۵′۵۸″ شمالی ۵۸°۰۸′۵۶″ شرقی / ۳۱٫۵۹۹۴۴°شمالی ۵۸٫۱۴۸۸۹°شرقی |      |
| دق شلقمی                 | خراسان جنوبی      | ۳۱°۴۴′۳۶″ شمالی ۵۸°۵۸′۱۲″ شرقی / ۳۱٫۷۴۳۳۳°شمالی ۵۸٫۹۷۰۰۰°شرقی |      |
| دق حاجی اسحاق            | خراسان رضوی       | ۳۴°۳۵′۲۸″ شمالی ۵۹°۰۱′۳۸″ شرقی / ۳۴٫۵۹۱۱۱°شمالی ۵۹٫۰۲۷۲۲°شرقی |      |
| دق محمدآباد              | خراسان جنوبی      | ۳۳°۳۲′۳۵″ شمالی ۵۸°۴۸′۲۳″ شرقی / ۳۳٫۵۴۳۰۶°شمالی ۵۸٫۸۰۶۳۹°شرقی |      |
| دق سلمی                  | خراسان جنوبی      | ۳۲°۰۸′۱۵″ شمالی ۵۸°۵۱′۵۴″ شرقی / ۳۲٫۱۳۷۵۰°شمالی ۵۸٫۸۶۵۰۰°شرقی |      |
| کویر سند بلوچ            | خراسان جنوبی      | ۳۲°۴۴′۲۲″ شمالی ۵۷°۵۸′۵۶″ شرقی / ۳۲٫۷۳۹۴۴°شمالی ۵۷٫۹۸۲۲۲°شرقی |      |
| جنگل بالابند             | یزد               | ۳۲°۴۰′۲۱″ شمالی ۵۸°۰۴′۴۱″ شرقی / ۳۲٫۶۷۲۵۰°شمالی ۵۸٫۰۷۸۰۶°شرقی |      |
| دق دوشک                  | یزد               | ۳۲°۴۲′۴۱″ شمالی ۵۸°۱۳′۴۳″ شرقی / ۳۲٫۷۱۱۳۹°شمالی ۵۸٫۲۲۸۶۱°شرقی |      |
| دق خلاشگی                | یزد               | ۳۲°۳۸′۱۸″ شمالی ۵۸°۰۹′۲۶″ شرقی / ۳۲٫۶۳۸۳۳°شمالی ۵۸٫۱۵۷۲۲°شرقی |      |
| جنگل نخو                 | یزد               | ۳۲°۲۹′۵۴″ شمالی ۵۸°۰۸′۵۳″ شرقی / ۳۲٫۴۹۸۳۳°شمالی ۵۸٫۱۴۸۰۶°شرقی |      |
| گود بالابند              | یزد               | ۳۲°۴۷′۰۲″ شمالی ۵۸°۱۰′۴۱″ شرقی / ۳۲٫۷۸۳۸۹°شمالی ۵۸٫۱۷۸۰۶°شرقی |      |
| دق حاجی مقیم             | خراسان جنوبی      | ۳۳°۲۷′۱۶″ شمالی ۵۸°۱۷′۰۶″ شرقی / ۳۳٫۴۵۴۴۴°شمالی ۵۸٫۲۸۵۰۰°شرقی |      |
| دق حوض بند               | خراسان جنوبی      | ۳۳°۰۶′۰۷″ شمالی ۵۸°۲۵′۰۷″ شرقی / ۳۳٫۱۰۱۹۴°شمالی ۵۸٫۴۱۸۶۱°شرقی |      |
| دق رباط                  | خراسان جنوبی      | ۳۳°۲۵′۰۷″ شمالی ۵۸°۱۲′۱۵″ شرقی / ۳۳٫۴۱۸۶۱°شمالی ۵۸٫۲۰۴۱۷°شرقی |      |
| کویرود                   | خراسان جنوبی      | ۳۳°۳۲′۱۸″ شمالی ۵۸°۰۸′۱۷″ شرقی / ۳۳٫۵۳۸۳۳°شمالی ۵۸٫۱۳۸۰۶°شرقی |      |
| دق رباط                  | خراسان جنوبی      | ۳۳°۳۲′۰۱″ شمالی ۵۸°۱۱′۲۰″ شرقی / ۳۳٫۵۳۳۶۱°شمالی ۵۸٫۱۸۸۸۹°شرقی |      |
| کویر شند شور             | یزد               | ۳۲°۳۹′۱۶″ شمالی ۵۷°۵۵′۲۴″ شرقی / ۳۲٫۶۵۴۴۴°شمالی ۵۷٫۹۲۳۳۳°شرقی |      |
| دق گر خشنی               | یزد               | ۳۲°۳۰′۳۷″ شمالی ۵۷°۵۱′۵۳″ شرقی / ۳۲٫۵۱۰۲۸°شمالی ۵۷٫۸۶۴۷۲°شرقی |      |
| کویر گرم و سرد           | یزد               | ۳۲°۴۵′۰۳″ شمالی ۵۷°۲۹′۵۴″ شرقی / ۳۲٫۷۵۰۸۳°شمالی ۵۷٫۴۹۸۳۳°شرقی |      |
| کویر در انجیر            | یزد               | ۳۲°۰۸′۴۹″ شمالی ۵۵°۰۵′۴۵″ شرقی / ۳۲٫۱۴۶۹۴°شمالی ۵۵٫۰۹۵۸۳°شرقی |      |
| کویر نمک سیرجان          | کرمان             | ۲۹°۳۴′۰۸″ شمالی ۵۵°۱۹′۰۰″ شرقی / ۲۹٫۵۶۸۸۹°شمالی ۵۵٫۳۱۶۶۷°شرقی |      |
| کویر سیاه تاغ مغستان     | یزد               | ۳۲°۴۸′۰۵″ شمالی ۵۴°۴۸′۲۳″ شرقی / ۳۲٫۸۰۱۳۹°شمالی ۵۴٫۸۰۶۳۹°شرقی |      |
| دشت گزن اسفه             | یزد               | ۳۲°۵۰′۲۱″ شمالی ۵۴°۵۸′۵۴″ شرقی / ۳۲٫۸۳۹۱۷°شمالی ۵۴٫۹۸۱۶۷°شرقی |      |
| دق مسگرون                | یزد               | ۳۲°۴۱′۲۰″ شمالی ۵۴°۴۷′۴۸″ شرقی / ۳۲٫۶۸۸۸۹°شمالی ۵۴٫۷۹۶۶۷°شرقی |      |
| دق حوض                   | یزد               | ۳۳°۲۴′۱۲″ شمالی ۵۷°۳۵′۵۵″ شرقی / ۳۳٫۴۰۳۳۳°شمالی ۵۷٫۵۹۸۶۱°شرقی |      |
| کلوت نمک                 | یزد               | ۳۲°۴۳′۲۲″ شمالی ۵۴°۲۶′۱۹″ شرقی / ۳۲٫۷۲۲۷۸°شمالی ۵۴٫۴۳۸۶۱°شرقی |      |
| دق سه‌قله‌گی               | خراسان جنوبی      | ۳۲°۳۰′۱۲″ شمالی ۵۷°۱۴′۳۶″ شرقی / ۳۲٫۵۰۳۳۳°شمالی ۵۷٫۲۴۳۳۳°شرقی |      |
| دق غدیر                  | خراسان جنوبی      | ۳۲°۳۱′۴۳″ شمالی ۵۷°۰۰′۵۶″ شرقی / ۳۲٫۵۲۸۶۱°شمالی ۵۷٫۰۱۵۵۶°شرقی |      |
| کویر گنده                | خراسان جنوبی      | ۳۲°۳۹′۲۷″ شمالی ۵۷°۰۱′۱۶″ شرقی / ۳۲٫۶۵۷۵۰°شمالی ۵۷٫۰۲۱۱۱°شرقی |      |
| کویر پروده               | خراسان جنوبی      | ۳۳°۰۷′۱۷″ شمالی ۵۷°۰۶′۲۴″ شرقی / ۳۳٫۱۲۱۳۹°شمالی ۵۷٫۱۰۶۶۷°شرقی |      |
| دشت گل طاق               | کرمان             | ۳۱°۴۰′۵۱″ شمالی ۵۷°۱۴′۳۵″ شرقی / ۳۱٫۶۸۰۸۳°شمالی ۵۷٫۲۴۳۰۶°شرقی |      |
| دق دریا                  | خراسان جنوبی      | ۳۲°۱۲′۵۰″ شمالی ۵۷°۰۱′۰۷″ شرقی / ۳۲٫۲۱۳۸۹°شمالی ۵۷٫۰۱۸۶۱°شرقی |      |
| دق سراجی                 | خراسان رضوی       | ۳۴°۲۱′۳۲″ شمالی ۵۷°۲۲′۴۳″ شرقی / ۳۴٫۳۵۸۸۹°شمالی ۵۷٫۳۷۸۶۱°شرقی |      |
| دق دارج                  | خراسان رضوی       | ۳۴°۲۱′۰۵″ شمالی ۵۷°۱۵′۲۲″ شرقی / ۳۴٫۳۵۱۳۹°شمالی ۵۷٫۲۵۶۱۱°شرقی |      |
| دق قدیر                  | خراسان جنوبی      | ۳۲°۳۰′۲۳″ شمالی ۵۶°۵۴′۱۷″ شرقی / ۳۲٫۵۰۶۳۹°شمالی ۵۶٫۹۰۴۷۲°شرقی |      |
| کویر پروده               | خراسان جنوبی      | ۳۲°۵۶′۱۰″ شمالی ۵۶°۵۴′۴۹″ شرقی / ۳۲٫۹۳۶۱۱°شمالی ۵۶٫۹۱۳۶۱°شرقی |      |
| دقّ پهن                   | کرمان             | ۳۱°۱۷′۵۹″ شمالی ۵۶°۱۳′۲۶″ شرقی / ۳۱٫۲۹۹۷۲°شمالی ۵۶٫۲۲۳۸۹°شرقی |      |
| دق شله پو                | یزد               | ۳۲°۲۵′۴۵″ شمالی ۵۶°۲۱′۰۱″ شرقی / ۳۲٫۴۲۹۱۷°شمالی ۵۶٫۳۵۰۲۸°شرقی |      |
| دق گود خرباری            | یزد               | ۳۲°۲۸′۴۷″ شمالی ۵۶°۲۵′۰۴″ شرقی / ۳۲٫۴۷۹۷۲°شمالی ۵۶٫۴۱۷۷۸°شرقی |      |
| کفه گوره‌های زرد          | یزد               | ۳۲°۲۸′۰۳″ شمالی ۵۶°۰۳′۴۶″ شرقی / ۳۲٫۴۶۷۵۰°شمالی ۵۶٫۰۶۲۷۸°شرقی |      |
| کویر گور آبخور           | یزد               | ۳۲°۲۴′۵۸″ شمالی ۵۶°۰۳′۴۴″ شرقی / ۳۲٫۴۱۶۱۱°شمالی ۵۶٫۰۶۲۲۲°شرقی |      |
| کویر خاری                | خراسان جنوبی      | ۳۳°۱۸′۱۰″ شمالی ۵۶°۱۶′۲۶″ شرقی / ۳۳٫۳۰۲۷۸°شمالی ۵۶٫۲۷۳۸۹°شرقی |      |
| کویر گور آبخور           | یزد               | ۳۲°۲۵′۰۸″ شمالی ۵۵°۵۴′۴۷″ شرقی / ۳۲٫۴۱۸۸۹°شمالی ۵۵٫۹۱۳۰۶°شرقی |      |
| دق لنگری                 | یزد               | ۳۲°۰۵′۳۵″ شمالی ۵۵°۴۹′۰۱″ شرقی / ۳۲٫۰۹۳۰۶°شمالی ۵۵٫۸۱۶۹۴°شرقی |      |
| کویر آبگیر               | خراسان جنوبی      | ۳۲°۵۱′۵۲″ شمالی ۵۵°۵۹′۱۷″ شرقی / ۳۲٫۸۶۴۴۴°شمالی ۵۵٫۹۸۸۰۶°شرقی |      |
| دق کدیجه                 | یزد               | ۳۲°۴۱′۲۶″ شمالی ۵۵°۵۲′۴۳″ شرقی / ۳۲٫۶۹۰۵۶°شمالی ۵۵٫۸۷۸۶۱°شرقی |      |
| دق قریزی                 | یزد               | ۳۲°۳۲′۵۶″ شمالی ۵۵°۵۸′۴۵″ شرقی / ۳۲٫۵۴۸۸۹°شمالی ۵۵٫۹۷۹۱۷°شرقی |      |
| دق سر گزی                | خراسان جنوبی      | ۳۳°۰۷′۱۴″ شمالی ۵۵°۴۶′۲۷″ شرقی / ۳۳٫۱۲۰۵۶°شمالی ۵۵٫۷۷۴۱۷°شرقی |      |
| همواران چغات             | خراسان جنوبی      | ۳۳°۱۰′۱۸″ شمالی ۵۵°۵۰′۲۲″ شرقی / ۳۳٫۱۷۱۶۷°شمالی ۵۵٫۸۳۹۴۴°شرقی |      |
| دق کر                    | کرمان             | ۲۹°۴۷′۵۳″ شمالی ۵۴°۵۹′۱۵″ شرقی / ۲۹٫۷۹۸۰۶°شمالی ۵۴٫۹۸۷۵۰°شرقی |      |
| دق مهدیار                | کرمان             | ۳۰°۰۶′۳۰″ شمالی ۵۴°۴۱′۳۵″ شرقی / ۳۰٫۱۰۸۳۳°شمالی ۵۴٫۶۹۳۰۶°شرقی |      |
| دق گور خوری              | کرمان             | ۳۰°۵۸′۰۲″ شمالی ۵۴°۴۲′۵۹″ شرقی / ۳۰٫۹۶۷۲۲°شمالی ۵۴٫۷۱۶۳۹°شرقی |      |
| دق فزون                  | کرمان             | ۳۰°۵۷′۳۹″ شمالی ۵۴°۵۰′۴۳″ شرقی / ۳۰٫۹۶۰۸۳°شمالی ۵۴٫۸۴۵۲۸°شرقی |      |
| دق خونی قری              | یزد               | ۳۰°۵۴′۱۵″ شمالی ۵۴°۳۵′۲۹″ شرقی / ۳۰٫۹۰۴۱۷°شمالی ۵۴٫۵۹۱۳۹°شرقی |      |
| کویر طریق‌الرضا           | یزد               | ۳۳°۴۲′۰۴″ شمالی ۵۵°۳۸′۴۹″ شرقی / ۳۳٫۷۰۱۱۱°شمالی ۵۵٫۶۴۶۹۴°شرقی |      |
| کویر الله‌آباد            | یزد               | ۳۲°۴۴′۱۳″ شمالی ۵۵°۲۵′۳۰″ شرقی / ۳۲٫۷۳۶۹۴°شمالی ۵۵٫۴۲۵۰۰°شرقی |      |
| دق گل حوض‌ها              | یزد               | ۳۲°۴۰′۳۶″ شمالی ۵۵°۲۱′۱۵″ شرقی / ۳۲٫۶۷۶۶۷°شمالی ۵۵٫۳۵۴۱۷°شرقی |      |
| کویر ساغند               | یزد               | ۳۲°۳۰′۰۹″ شمالی ۵۵°۲۵′۰۳″ شرقی / ۳۲٫۵۰۲۵۰°شمالی ۵۵٫۴۱۷۵۰°شرقی |      |
| کویر سیاه‌طاق             | یزد               | ۳۲°۴۵′۴۸″ شمالی ۵۵°۰۶′۲۲″ شرقی / ۳۲٫۷۶۳۳۳°شمالی ۵۵٫۱۰۶۱۱°شرقی |      |
| کفی سینه‌سردر             | یزد               | ۳۲°۵۲′۱۸″ شمالی ۵۵°۰۲′۲۳″ شرقی / ۳۲٫۸۷۱۶۷°شمالی ۵۵٫۰۳۹۷۲°شرقی |      |
| کویر شکرآباد             | اصفهان            | ۳۳°۲۴′۵۶″ شمالی ۵۵°۱۳′۱۲″ شرقی / ۳۳٫۴۱۵۵۶°شمالی ۵۵٫۲۲۰۰۰°شرقی |      |
| دق سنگ‌آب                 | سمنان             | ۳۵°۱۲′۱۲″ شمالی ۵۴°۵۶′۵۱″ شرقی / ۳۵٫۲۰۳۳۳°شمالی ۵۴٫۹۴۷۵۰°شرقی |      |
| کویر مهرجان              | اصفهان            | ۳۳°۳۱′۰۰″ شمالی ۵۵°۱۳′۴۵″ شرقی / ۳۳٫۵۱۶۶۷°شمالی ۵۵٫۲۲۹۱۷°شرقی |      |
| دق اسماعیل پهلوان        | سمنان             | ۳۵°۲۱′۱۶″ شمالی ۵۵°۰۴′۳۴″ شرقی / ۳۵٫۳۵۴۴۴°شمالی ۵۵٫۰۷۶۱۱°شرقی |      |
| دق کرمانی                | یزد               | ۳۱°۰۷′۲۳″ شمالی ۵۴°۵۰′۳۲″ شرقی / ۳۱٫۱۲۳۰۶°شمالی ۵۴٫۸۴۲۲۲°شرقی |      |
| دق لاقو                  | یزد               | ۳۱°۰۸′۲۸″ شمالی ۵۴°۴۷′۵۳″ شرقی / ۳۱٫۱۴۱۱۱°شمالی ۵۴٫۷۹۸۰۶°شرقی |      |
| دق چاهشیر                | یزد               | ۳۱°۰۷′۲۶″ شمالی ۵۴°۴۳′۰۲″ شرقی / ۳۱٫۱۲۳۸۹°شمالی ۵۴٫۷۱۷۲۲°شرقی |      |
| دق شیخی                  | یزد               | ۳۱°۰۵′۲۹″ شمالی ۵۴°۴۵′۴۰″ شرقی / ۳۱٫۰۹۱۳۹°شمالی ۵۴٫۷۶۱۱۱°شرقی |      |
| دق دراز                  |                   | ۳۱°۰۲′۲۶″ شمالی ۵۴°۴۶′۳۰″ شرقی / ۳۱٫۰۴۰۵۶°شمالی ۵۴٫۷۷۵۰۰°شرقی |      |
| کویر آیره‌کان             |                   | ۳۴°۱۳′۲۹″ شمالی ۵۵°۲۶′۱۹″ شرقی / ۳۴٫۲۲۴۷۲°شمالی ۵۵٫۴۳۸۶۱°شرقی |      |
| دق چهل‌تن                 | یزد               | ۳۱°۴۷′۱۷″ شمالی ۵۴°۴۱′۳۵″ شرقی / ۳۱٫۷۸۸۰۶°شمالی ۵۴٫۶۹۳۰۶°شرقی |      |
| دشت باغ بید مشک          | یزد               | ۳۱°۳۲′۱۸″ شمالی ۵۴°۵۷′۳۱″ شرقی / ۳۱٫۵۳۸۳۳°شمالی ۵۴٫۹۵۸۶۱°شرقی |      |
| کفی حوض ولی              | یزد               | ۳۲°۴۰′۴۲″ شمالی ۵۴°۲۴′۵۷″ شرقی / ۳۲٫۶۷۸۳۳°شمالی ۵۴٫۴۱۵۸۳°شرقی |      |
| دق حسین دالمی            | یزد               | ۳۲°۳۹′۲۴″ شمالی ۵۴°۱۹′۴۳″ شرقی / ۳۲٫۶۵۶۶۷°شمالی ۵۴٫۳۲۸۶۱°شرقی |      |
| کفی چاه پلنگ             |                   | ۳۲°۵۳′۴۰″ شمالی ۵۴°۲۲′۱۷″ شرقی / ۳۲٫۸۹۴۴۴°شمالی ۵۴٫۳۷۱۳۹°شرقی |      |
| شوره‌زار کفه خاتون‌آباد    | کرمان             | ۲۹°۵۸′۳۳″ شمالی ۵۵°۲۲′۱۷″ شرقی / ۲۹٫۹۷۵۸۳°شمالی ۵۵٫۳۷۱۳۹°شرقی |      |
| کفه محمودآباد            | یزد               | ۳۱°۱۴′۰۰″ شمالی ۵۵°۰۰′۵۵″ شرقی / ۳۱٫۲۳۳۳۳°شمالی ۵۵٫۰۱۵۲۸°شرقی |      |
| دق گزوئیه                | یزد               | ۳۱°۰۸′۰۲″ شمالی ۵۵°۰۷′۲۷″ شرقی / ۳۱٫۱۳۳۸۹°شمالی ۵۵٫۱۲۴۱۷°شرقی |      |
| دق کلاغ‌پر                | کرمان             | ۳۱°۰۰′۲۴″ شمالی ۵۵°۱۳′۴۲″ شرقی / ۳۱٫۰۰۶۶۷°شمالی ۵۵٫۲۲۸۳۳°شرقی |      |
| دق درمنه                 | هرمزگان           | ۲۸°۳۰′۲۹″ شمالی ۵۵°۵۳′۳۳″ شرقی / ۲۸٫۵۰۸۰۶°شمالی ۵۵٫۸۹۲۵۰°شرقی |      |
| کفه مافون                | کرمان             | ۲۹°۰۵′۱۱″ شمالی ۵۵°۴۸′۲۳″ شرقی / ۲۹٫۰۸۶۳۹°شمالی ۵۵٫۸۰۶۳۹°شرقی |      |
| کفه نمک خیرآباد          | کرمان             | ۲۹°۱۷′۳۱″ شمالی ۵۵°۳۰′۲۹″ شرقی / ۲۹٫۲۹۱۹۴°شمالی ۵۵٫۵۰۸۰۶°شرقی |      |
| دشت اوباد                | کرمان             | ۳۰°۱۷′۰۵″ شمالی ۵۵°۳۶′۲۸″ شرقی / ۳۰٫۲۸۴۷۲°شمالی ۵۵٫۶۰۷۷۸°شرقی |      |
| دشته صافی دهنه منصورآباد | کرمان             | ۳۰°۲۰′۱۰″ شمالی ۵۵°۴۴′۳۹″ شرقی / ۳۰٫۳۳۶۱۱°شمالی ۵۵٫۷۴۴۱۷°شرقی |      |
| دشت پشته قلعه قاضی       | هرمزگان           | ۲۷°۲۷′۴۰″ شمالی ۵۶°۳۱′۴۱″ شرقی / ۲۷٫۴۶۱۱۱°شمالی ۵۶٫۵۲۸۰۶°شرقی |      |
| دشت جوالی دری            | هرمزگان           | ۲۷°۲۵′۰۰″ شمالی ۵۶°۳۱′۰۹″ شرقی / ۲۷٫۴۱۶۶۷°شمالی ۵۶٫۵۱۹۱۷°شرقی |      |
| دشت خرون                 | هرمزگان           | ۲۷°۱۷′۱۵″ شمالی ۵۶°۳۵′۳۸″ شرقی / ۲۷٫۲۸۷۵۰°شمالی ۵۶٫۵۹۳۸۹°شرقی |      |
| کفه شخ چاه نو            | سمنان             | ۳۵°۴۲′۴۰″ شمالی ۵۴°۱۵′۰۵″ شرقی / ۳۵٫۷۱۱۱۱°شمالی ۵۴٫۲۵۱۳۹°شرقی |      |
| دق کوری                  | یزد               | ۳۱°۱۰′۰۷″ شمالی ۵۴°۵۴′۱۹″ شرقی / ۳۱٫۱۶۸۶۱°شمالی ۵۴٫۹۰۵۲۸°شرقی |      |
| دق نیزار                 | یزد               | ۳۱°۱۴′۲۶″ شمالی ۵۴°۳۸′۳۶″ شرقی / ۳۱٫۲۴۰۵۶°شمالی ۵۴٫۶۴۳۳۳°شرقی |      |
| دق اسدآباد               | یزد               | ۳۱°۱۹′۵۳″ شمالی ۵۴°۳۶′۵۲″ شرقی / ۳۱٫۳۳۱۳۹°شمالی ۵۴٫۶۱۴۴۴°شرقی |      |
| کفه قطرویه               | فارس              | ۲۸°۵۵′۱۸″ شمالی ۵۵°۰۹′۴۳″ شرقی / ۲۸٫۹۲۱۶۷°شمالی ۵۵٫۱۶۱۹۴°شرقی |      |
| دشت ریگ قلنگری           | یزد               | ۳۱°۴۲′۴۷″ شمالی ۵۴°۴۰′۳۲″ شرقی / ۳۱٫۷۱۳۰۶°شمالی ۵۴٫۶۷۵۵۶°شرقی |      |
| دشت نیزار                | یزد               | ۳۱°۳۶′۲۹″ شمالی ۵۴°۳۸′۵۵″ شرقی / ۳۱٫۶۰۸۰۶°شمالی ۵۴٫۶۴۸۶۱°شرقی |      |
| دشت سینه چیلی میرزائی    | یزد               | ۳۲°۲۸′۴۱″ شمالی ۵۴°۵۶′۵۹″ شرقی / ۳۲٫۴۷۸۰۶°شمالی ۵۴٫۹۴۹۷۲°شرقی |      |
| دشت کازه کلوت سیاه       | یزد               | ۳۲°۲۸′۵۲″ شمالی ۵۴°۵۳′۴۴″ شرقی / ۳۲٫۴۸۱۱۱°شمالی ۵۴٫۸۹۵۵۶°شرقی |      |
| دشت کازه حوض بلند        | یزد               | ۳۲°۱۹′۲۱″ شمالی ۵۴°۵۲′۵۹″ شرقی / ۳۲٫۳۲۲۵۰°شمالی ۵۴٫۸۸۳۰۶°شرقی |      |
| دق بیجه                  | یزد               | ۳۱°۰۱′۵۶″ شمالی ۵۴°۲۹′۴۸″ شرقی / ۳۱٫۰۳۲۲۲°شمالی ۵۴٫۴۹۶۶۷°شرقی |      |
| کفه کپور                 | یزد               | ۳۲°۳۹′۲۶″ شمالی ۵۴°۳۱′۰۷″ شرقی / ۳۲٫۶۵۷۲۲°شمالی ۵۴٫۵۱۸۶۱°شرقی |      |
| کفه حوض ولی              | یزد               | ۳۲°۴۲′۵۳″ شمالی ۵۴°۳۱′۱۰″ شرقی / ۳۲٫۷۱۴۷۲°شمالی ۵۴٫۵۱۹۴۴°شرقی |      |
| دشت باغ عباسی            | یزد               | ۳۲°۳۸′۲۷″ شمالی ۵۴°۴۴′۵۳″ شرقی / ۳۲٫۶۴۰۸۳°شمالی ۵۴٫۷۴۸۰۶°شرقی |      |
| دق نارستان               | یزد               | ۳۲°۴۲′۵۷″ شمالی ۵۴°۴۵′۳۴″ شرقی / ۳۲٫۷۱۵۸۳°شمالی ۵۴٫۷۵۹۴۴°شرقی |      |
| دشت کازه کلوت سیاه       | یزد               | ۳۲°۳۰′۲۲″ شمالی ۵۴°۵۱′۵۲″ شرقی / ۳۲٫۵۰۶۱۱°شمالی ۵۴٫۸۶۴۴۴°شرقی |      |
| دشت فرسخ                 | یزد               | ۳۲°۳۱′۵۲″ شمالی ۵۴°۵۲′۵۳″ شرقی / ۳۲٫۵۳۱۱۱°شمالی ۵۴٫۸۸۱۳۹°شرقی |      |
| دشت تختی چاه ترش         | یزد               | ۳۱°۰۹′۵۰″ شمالی ۵۴°۱۳′۱۲″ شرقی / ۳۱٫۱۶۳۸۹°شمالی ۵۴٫۲۲۰۰۰°شرقی |      |
| دشت کازه کوار            | یزد               | ۳۱°۱۳′۱۴″ شمالی ۵۴°۰۱′۰۵″ شرقی / ۳۱٫۲۲۰۵۶°شمالی ۵۴٫۰۱۸۰۶°شرقی |      |
| کویر درانجیر             | یزد               | ۳۱°۵۷′۱۱″ شمالی ۵۵°۱۵′۰۵″ شرقی / ۳۱٫۹۵۳۰۶°شمالی ۵۵٫۲۵۱۳۹°شرقی |      |
| کویر درانجیر             | یزد               | ۳۱°۴۴′۰۸″ شمالی ۵۵°۲۱′۱۹″ شرقی / ۳۱٫۷۳۵۵۶°شمالی ۵۵٫۳۵۵۲۸°شرقی |      |
| دشت گودگوار              | یزد               | ۳۱°۳۳′۱۵″ شمالی ۵۵°۱۱′۲۶″ شرقی / ۳۱٫۵۵۴۱۷°شمالی ۵۵٫۱۹۰۵۶°شرقی |      |
| دق ارنان                 | یزد               | ۳۱°۱۸′۰۶″ شمالی ۵۴°۱۰′۳۶″ شرقی / ۳۱٫۳۰۱۶۷°شمالی ۵۴٫۱۷۶۶۷°شرقی |      |
| دق شور                   | هرمزگان           | ۲۸°۰۰′۳۴″ شمالی ۵۶°۳۸′۰۱″ شرقی / ۲۸٫۰۰۹۴۴°شمالی ۵۶٫۶۳۳۶۱°شرقی |      |
| دق لرد احمد              | هرمزگان           | ۲۸°۰۰′۴۹″ شمالی ۵۶°۳۱′۰۵″ شرقی / ۲۸٫۰۱۳۶۱°شمالی ۵۶٫۵۱۸۰۶°شرقی |      |
| دق موشینگ                | کرمان             | ۲۷°۲۴′۱۲″ شمالی ۵۸°۰۹′۳۸″ شرقی / ۲۷٫۴۰۳۳۳°شمالی ۵۸٫۱۶۰۵۶°شرقی |      |
| دشت شوره دلگان           | سیستان و بلوچستان | ۲۷°۲۸′۲۸″ شمالی ۵۹°۱۸′۴۳″ شرقی / ۲۷٫۴۷۴۴۴°شمالی ۵۹٫۳۱۱۹۴°شرقی |      |
| دق دولتی                 | اصفهان            | ۳۳°۳۵′۲۷″ شمالی ۵۴°۰۲′۴۶″ شرقی / ۳۳٫۵۹۰۸۳°شمالی ۵۴٫۰۴۶۱۱°شرقی |      |